# 新郎溪 (亞利桑那州)
新郎溪（英語：Groom Creek）是位於美國亞利桑那州亞瓦派縣的一個非建制地區。該地的面積和人口皆未知。

## 地理
新郎溪的座標為34°28′32″N 112°25′53″W / 34.47556°N 112.43139°W，而該地的平均海拔高度為1639米（即5377英尺）。